# Hans Leenders (orkestdirigent)
Hans Leenders (1971) is een Nederlands dirigent en slagwerker. 

## Opleiding
Hans Leenders werd geboren in 1971 te Gemert. Hij studeerde slagwerk aan het Rotterdams Conservatorium en behaalde zijn diploma uitvoerend musicus in 1995. Daarnaast studeerde hij orkestdirectie bij onder anderen Arie van Beek.

## Slagwerker
In 1995 kreeg hij een vaste aanstelling als slagwerker bij het Rotterdams Philharmonisch Orkest. Sinds 1997 is hij verbonden als hoofdvakdocent klassiek slagwerk aan het Rotterdams Conservatorium. 

## Dirigent
In 1997 ontving hij de Kersjes van de Groenekan Prijs voor jonge dirigenten, waarbij hij het Nederlands Kamerorkest dirigeerde. Daarna volgde hij masterclasses bij Ilja Moesin, Valeri Gergiev en Jorma Panula. 
In 1998 was Leenders finalist van het internationaal Kirill Kondrasjin-dirigentenconcours. In 1999 werd hij assistent-dirigent van het Rotterdams Philharmonisch orkest (RPhO), mogelijk gemaakt door de Bernard Haitink beurs 1999 die om Hans Leenders aan te kunnen stellen aan het RPHO was toegekend. Sindsdien stond Hans Leenders voor vrijwel alle Nederlandse beroepsorkesten, waaronder het Residentie Orkest, het Noord Nederlands Orkest (wereldpremière van de opera ‘Bonifacius’), het Brabants Orkest, het Limburgs Symfonie Orkest, het Nederlands Philharmonisch Orkest en het Radio Philharmonisch Orkest.
Ook in het buitenland is Hans Leenders actief als dirigent. Hij maakte in 2002 zijn debuut bij het Orchestre National du Capitole de Toulouse. In 2003 debuteerde hij bij het Orchestre de Chambre d’Auvergne en 2004 bij het Orchestre de Chambre de Lausanne. Op uitnodiging van Valeri Gergiev dirigeerde hij in 2005 het orkest van het Mariinskitheater in Sint-Petersburg, Rusland.